# Ligue régionale des Balkans féminine
La Ligue régionale des Balkans féminine  (anglais : Women's regional handball league) est une compétition internationale regroupant chaque saison 8 clubs de handball féminin issus de plusieurs pays d'Europe orientale. Cette compétition possède un équivalent chez les hommes, la Ligue SEHA.
Les participants varient suivant les années mais on retrouve de nombreuses équipes parmi les meilleures du continent comme les autrichiennes d'Hypo Niederösterreich, les slovènes du RK Krim, les croates du ŽRK Podravka Koprivnica, les macédoniennes du ŽRK Metalurg Skopje ou les monténégrines du ŽRK Budućnost Podgorica.

## Déroulement
Un championnat opposant, suivant les saisons, 6 à 8 équipes se déroule de façon classique en match aller et retour. Pour la première édition, le vainqueur du championnat, en l'occurrence le ŽRK Podravka Koprivnica, est déclaré vainqueur de la Ligue. Mais depuis la 2e édition, les quatre premières équipes à l'issue du championnat s'affrontent au cours d'un Final Four qui désigne le vainqueur de la Ligue.

### Nations participantes
| Nation             | 2008-09 | 2009-10 | 2010-11 | 2011-12 | 2012-13 | 2013-14 | 2014-15 | 2015-16 | Total |
| ------------------ | ------- | ------- | ------- | ------- | ------- | ------- | ------- | ------- | ----- |
| Autriche           | X       | X       | X       |         |         |         |         |         | 3/7   |
| Bosnie-Herzégovine | X       | X       | X       |         |         |         |         |         | 3/7   |
| Croatie            | X       | X       | X       |         | X       | X       | X       |         | 6/7   |
| Macédoine          | X       |         | X       | X       | X       | X       | X       |         | 6/7   |
| Monténégro         | X       | X       | X       | X       | X       | X       | X       |         | 7/7   |
| Serbie             |         | X       | X       | X       | X       |         |         |         | 4/7   |
| Slovénie           | X       | X       |         |         |         | X       | X       |         | 4/7   |

## Palmarès
| Édition | Saison    | Vainqueur               | 2e place                | 3e place                | 4e place                |
| ------- | --------- | ----------------------- | ----------------------- | ----------------------- | ----------------------- |
| 1re     | 2008/2009 | ŽRK Podravka Koprivnica | ŽRK Budućnost Podgorica | Hypo Niederösterreich   | Krim Ljubljana          |
| 2e      | 2009/2010 | ŽRK Budućnost Podgorica | Hypo Niederösterreich   | ŽRK Podravka Koprivnica | Krim Ljubljana          |
| 3e      | 2010/2011 | ŽRK Budućnost Podgorica | ŽRK Podravka Koprivnica | ŽRK Zaječar             | ŽRK Metalurg Skopje     |
| 4e      | 2011/2012 | ŽRK Budućnost Podgorica | ŽRK Zaječar             | ŽORK Jagodina           | ŽRK Metalurg Skopje     |
| 5e      | 2012/2013 | ŽRK Budućnost Podgorica | ŽRK Metalurg Skopje     | ŽRK Lokomotiva Zagreb   | ŽRK Podravka Koprivnica |
| 6e      | 2013/2014 | ŽRK Budućnost Podgorica | RK GEN-I Zagorje        | ŽRK Lokomotiva Zagreb   |                         |

### Bilan
| Rang | Club                    | Titres gagnés | Titres gagnés | Titres gagnés |
| Rang | Club                    | Nombre        | Premier       | Dernier       |
| ---- | ----------------------- | ------------- | ------------- | ------------- |
| 1    | ŽRK Budućnost Podgorica | 5             | 2010          | 2014          |
| 2    | ŽRK Podravka Koprivnica | 1             | 2009          | 2009          |

## Clubs 2013-2014
| Championnat | Équipe           | Ville           |
| ----------- | ---------------- | --------------- |
| Monténégro  | Danilovgrad      | Danilovgrad     |
| Monténégro  | Budućnost        | Podgorica       |
| Croatie     | Podravka Vegeta  | Koprivnica      |
| Croatie     | Samobor          | Samobor         |
| Croatie     | Lokomotiva       | Zagreb          |
| Macédoine   | Metalurg         | Skopje          |
| Macédoine   | Vardar           | Skopje          |
| Slovénie    | RK Krim          | Ljubljana       |
| Slovénie    | RK GEN-I Zagorje | Zagorje ob Savi |